# Фердинанд Кофлер
Фердинанд Кофлер (нім. Ferdinand Kofler; 25 березня 1887, Ґрац — 11 липня 1968, Брегенц) — австрійський і німецький медик, доктор медицини (15 листопада 1911), генерал-лейтенант медичної служби вермахту (1 квітня 1942).

## Біографія
В 1906-11 роках вивчав медицину в Ґрацькому університеті. 18 квітня 1910 року поступив на службу в 7-й, 1 квітня 1912 року — в 87-й піхотний полк. 1 жовтня 1912 року перейшов військовим медиком у ВМФ. Учасник Першої світової війни. З 1 жовтня 1916 року — медик резервного шпиталю Західного Ґраца. З 1 березня 1921 року — медик 4-го батальйону альпійських стрільців і гірської батареї (Форарльберг). З 1 квітня 1937 року — начальник медичної служби 6-ї дивізії. Після аншлюсу 15 березня 1938 року автоматично перейшов у вермахт. З 1 квітня 1938 року — дивізійний медик 4-ї легкої дивізії, одночасно до 26 серпня 1939 року — командир 49-го медичного батальйону. З 13 листопада 1939 року — корпусний медик 26-го армійського корпусу. З 1 квітня 1942 року — офіцер медичної служби при начальнику німецької військової військової місії в Румунії. 4 січня 1943 року відправлений у резерв ОКГ, 30 червня звільнений у відставку.

## Нагороди
- Пам'ятний хрест 1912/13
- Медаль «За військові заслуги» (Австро-Угорщина)
  - бронзова з мечами
  - срібна
- Військовий Хрест Карла
- Пам'ятна військова медаль (Австрія) з мечами
- Хрест «За вислугу років» (Австрія) 2-го класу для офіцерів (25 років)
- Орден Заслуг (Австрія), лицарський хрест 1-го класу (8 вересня 1937)
- Почесний хрест ветерана війни з мечами
- Медаль «За вислугу років у Вермахті» 4-го, 3-го, 2-го і 1-го класу (25 років)
- Медаль «У пам'ять 1 жовтня 1938» із застібкою «Празький град»